# Schimb atomic
Schimbul atomic (în engleză Atomic Swap) este o tehnologie blockchain care permite schimbul direct de criptomonede între două părți diferite, fără a fi necesar un intermediar centralizat, cum ar fi un exchange tradițional. Acest mecanism este realizat cu ajutorul unor contracte inteligente cunoscute sub numele de HTLC (Hash Time Locked Contracts).

## Definiție
Un schimb atomic este un mecanism care permite schimbul direct de criptomonede între două blockchain-uri diferite, fără a fi necesar un intermediar centralizat. Acest tip de tranzacție utilizează contracte inteligente pentru a asigura că schimbul are loc simultan și în condiții de siguranță. 

## Exemplu simplificat de funcționare
Un schimb atomic între două persoane (Alice și Bob), folosind două criptomonede diferite (ex: Bitcoin și Litecoin), poate funcționa astfel:
1. Alice generează un hash (Hashlock) pe baza unui secret.
2. Ea creează o tranzacție pe blockchain-ul Bitcoin care blochează BTC într-un contract temporar (HTLC).
3. Bob vede tranzacția și creează o tranzacție similară pe blockchain-ul Litecoin, cu același hash.
4. Alice revendică LTC-ul de la Bob, dezvăluind secretul.
5. Bob folosește același secret pentru a revendica BTC-ul de la Alice.

Acest proces garantează că fie ambele tranzacții se finalizează, fie niciuna – fără a fi nevoie de un intermediar.
Coduri detaliate sunt disponibile în implementările Hash Time Locked Contracts (HTLC) și în proiecte ca Komodo, AtomicDEX sau Liquality.

## Istoric
Conceptul a fost propus pentru prima dată în 2013 de către programatorul Tier Nolan, iar primele implementări practice au fost realizate începând cu anul 2017. Unul dintre cele mai notabile schimburi a avut loc între Litecoin și Decred.

## Funcționare
Schimburile atomice se bazează pe un mecanism criptografic care asigură că tranzacțiile sunt executate complet sau deloc (atomicitate). Fiecare parte implicată blochează temporar fondurile într-un contract criptografic, iar deblocarea lor se face doar dacă ambele părți își îndeplinesc partea din tranzacție.

### Etapele unui schimb atomic
1. Utilizatorul A creează un hash al unei valori secrete (hashlock) și blochează criptomonede într-un contract HTLC.
2. Utilizatorul B creează un contract similar folosind același hash și își blochează fondurile.
3. A revendică fondurile de la B, dezvăluind secretul.
4. B folosește același secret pentru a revendica fondurile blocate de A.

## Avantaje
- Elimină necesitatea unui intermediar de încredere.
- Scade costurile de tranzacție.
- Sporește confidențialitatea și securitatea utilizatorilor.

## Limitări
- Necesită compatibilitate între blockchain-uri (suport pentru HTLC).
- Nu este încă implementat pe scară largă.
- Unele blockchain-uri nu suportă scripting avansat.

## Utilizare practică
Schimburile atomice au fost testate și utilizate de diverse proiecte blockchain, inclusiv:
- Litecoin
- Bitcoin
- Decred
- Komodo